# ゲゲゲの鬼太郎 異聞妖怪奇譚
『ゲゲゲの鬼太郎 異聞妖怪奇譚』（ゲゲゲのきたろう いぶんようかいきたん）は、2003年12月11日にコナミから発売されたPlayStation 2用シミュレーションRPG。『ゲゲゲの鬼太郎』を原作としたキャラクターゲームである。

## 概要
PlayStation 2、PlayStation、ゲームボーイアドバンスの3機種で同時発売された水木しげる生誕80周年記念作品の一作。これ以前に発売された『鬼太郎』のゲームは全てバンダイより発売されていたが、この3作のみがコナミよりの発売となっている（2007年より開始の第5期テレビアニメシリーズでは再びバンダイナムコゲームスがゲーム化権を取得しており、コナミの公式サイトは既に削除済）。
テレビアニメ版ではなく漫画版の『鬼太郎』を原作としており、登場する妖怪のキャラクターデザインは原作版準拠で、水木漫画の雰囲気の再現を重視しているのが特徴と言える。そのため、鬼太郎の髪の色は灰色に近く、場合によっては銀髪に近い。
本作のジャンルはシミュレーションRPGとなっているが、初期の『スーパーロボット大戦シリーズ』を制作していたウィンキーソフトが制作協力しているため、基本的には「スーパーロボット大戦に鬼太郎のキャラを当てはめた」と言っても差し支えない作りとなっている（ユニットに「向き」の概念があるため、厳密には『スーパーロボット大戦外伝 魔装機神 THE LORD OF ELEMENTAL』のシステムが原型）。

## あらすじ
世紀が変わって21世紀となった日本。人間社会と同様に、妖怪社会でもIT革命の波が訪れていた。妖怪パソコンと妖怪携帯電話による妖怪インターネットの普及である。ゲゲゲの森も例外ではなく、毎日パソコンに向かって調べ物をする鬼太郎への目玉親父の説教が日常と化していた。
そんなある日、公園で寝ていた子泣き爺が暴漢たちに襲われるという事件が発生する。その現場に落ちていた笹の葉と鳥の羽が、1週間前に発生した赤ちゃん大量誘拐事件と一致することに気づいた鬼太郎たちは、誘拐事件の発生した病院へと急行する。これが日本全国の妖怪を巻き込んだ大事件の始まりであった。

## 登場キャラクター
本項では本ゲーム独自の設定のみを挙げる。原作の設定はゲゲゲの鬼太郎の登場キャラクターを参照のこと。

### 鬼太郎ファミリー
基本的に鬼太郎、ねこ娘、砂かけ婆、子泣き爺の4名は各ステージにおいて強制的に出撃メンバーとして選ばれ、他のメンバーと入れ替えることはできない。
鬼太郎
声 - 松本梨香
原作のグータラ感はなく、アニメ版の正義の味方キャラクターに近い性格。主人公だけあって、攻防に優れた能力を持つ。
目玉おやじ
声 - 熊倉一雄
戦闘ユニットとしては戦わないが、深い妖怪知識を活かした参謀として活躍。機械オンチのためIT社会から取り残されており、砂かけや子泣きも含めた仲間たちがインターネットや携帯電話にうつつを抜かしているのを叱り付けることもしばしば。
ねずみ男
声 - 野沢那智
妖怪携帯電話のセールスマンをしていたが、くだらない理由による散財で会社の金を使い込んでしまい、穴埋めのための一攫千金を狙う。戦闘では鬼太郎ほどではないがバランスの取れた能力を持つものの、原作どおり敵になったり味方になったりを繰り返すため、正式に仲間入りするのは終盤となる。
猫娘
声 - 宮村優子
鬼太郎の幼馴染でねずみ男の天敵。ねずみ男を脅して鬼太郎とおそろいの最新型妖怪携帯電話をせしめる。戦闘では移動力・回避力の高さを活かして、囮役として活躍。
砂かけ婆
声 - 堀絢子
防御力は低いが、砂かけによる遠距離攻撃役として活躍。
子泣き爺
声 - 穂積隆信
防御力は高いのだが、広範囲攻撃以外は射程1の技しか持たないという致命的欠点があるため、敵から一方的に攻撃を受けることが多い。しかも、強制出撃メンバーなので外すことができない。
一反木綿
声 - 緒方賢一
地形の影響を受けずに移動できる飛行能力と高い回避力を活かしてねこ娘と同様の囮役として活躍。他のメンバーを搭載することはできない。
ぬりかべ
声 - 富田耕生
高い防御力と遠距離攻撃能力を持つが、移動力が低い。装備できるアイテム数も少ないので、弱点を補強することも困難である。

### 仲間妖怪
第1話で必ず仲間入りするつるべ火以外は敵として登場した際に特定の条件を満たした上で「説得」を行うことで仲間入りする。ストーリー分岐によって登場しない妖怪もいるので、1回のプレイで全員を仲間にすることは不可能。鬼太郎によって戦闘中に召喚され戦う「装備妖怪」となることも可能。
- つるべ火（声 - 蓮岳大）
- 傘化け（声 - 金子はりい）
- かわうそ（声 - 又村奈緒美）
- ぬけ首（声 - 青木和代）
- 赤舌（声 - 岩崎征実）
- ひでり神（声 - 大竹宏）
- シーサー（声 - 一龍斎貞友）
- 輪入道（声 - 西松和彦）
- 牛鬼
- 泥田坊
- カタキラウワ
- 朧車

### 敵妖怪
魔女ロンロン
声 - 麻生美代子
ヨーロッパの大魔女。なぜかねずみ男のことが気になっている。物語の途中で若返る。
ぬらりひょん
声 - 滝口順平
これまでも鬼太郎と何度も戦ってきた日本妖怪の総大将。巨人ダイダラボッチを蘇らせようとする。
バックベアード
声 - 小林清志
アメリカの妖怪。かつては西洋妖怪のボスとして鬼太郎と戦ったこともあるが、現在はとある事情によりドラキュラの下についている。
吸血鬼ドラキュラ
声 - 大塚明夫
西洋妖怪の首領格の吸血鬼。一族であるエリート（声 - 八代駿）、ラ・セーヌ（声 - 大塚芳忠）と共に登場。軍団の幹部としてギーガに従うが、ギーガの真意を疑ってもいる。
大妖怪ギーガ
声 - 加藤精三
本作オリジナルの妖怪。ネットを流れる情報の操作を得意とし、世界中の妖怪を従えて日本に攻め込む。ボスにふさわしいパワーを備えているが、その性格はかなり子供じみている。

### 人間
暁光寺ルカ（ぎょうこうじ ルカ）
声 - 竹内順子
本作オリジナルキャラクターで暁光寺建設の社長の娘。父親の会社が妖怪に乗っ取られたため鬼太郎に救いを求め、以後友人となる。妖怪好きで、鬼太郎ファミリーと油すましたちと対面した際は感激していた。
水木
声 - 麦人

## その他登場する妖怪
この他、メジャーなものからマイナーなものまで多数の妖怪が登場。括弧内は担当声優。
- フランケンシュタイン（飯塚昭三）
- 二つ首のミイラ妖怪（飯塚昭三）
- オオカミ男（石井康嗣）
- ダイダラボッチ（大木民夫）※ルートによってはラストボスとして登場。
- 大首
- 骨女（斉藤レイ）
- ヴォジャーイ（大竹宏）
- 吸血鬼ラ=セーヌ（大塚芳忠）
- 万年竹
- 姑獲鳥（尾小平志津香）
- ベリアル（郷田ほづみ）
- 妖怪樹
- ランスブィル（小宮和枝）
- （斉藤信行）
- （下崎紘史）
- 雪女（高島雅羅）
- 雪ん子（竹内順子）
- ラグレシア（竹内順子）
- ゴーゴン（種子）
- チー（茶風林）
- 黒坊主（茶風林）
- カリーカ（内藤玲）
- ブエル（中博史）
- むじな（野沢那智)
- 雪男（広瀬正志）
- オオカミ男の部下、舎弟、腹心（前田剛）
- （真島啓）
- 竹切り狸（松山鷹志）
- ほうこう（宮澤正）
- ペナンガラン（麦人）
- 野狐（森訓久）
- ぬっぺらぼう（海津義孝）
- こうもり猫
- 吸血鬼エリート（八代駿）